# Полтавська міська мечеть
Полтавська міська мечеть — мечеть, що збудована 2000 року в Полтаві.
Мусульманську релігійну громаду Полтави було офіційно зареєстровано 11 березня 1998 року.  

## Історія
Полтавська мечеть була відкрита 5 травня 2000 року за адресою: вулиця Сінна, 20-а. Мусульмани, які відвідують мечеть, мають змогу тут молитися, вивчати арабську мову, читати Коран та одружуватись згідно мусульманським обрядом.   
У 2002 році Мусульманська громада Полтави завершила будівництво мусульманського цвинтаря.  
16 червня 2023 року розпочалася реконструкція Полтавської міської мечеті та її території.  